# Agoliinus satyrus
Agoliinus satyrus är en skalbaggsart som beskrevs av Edmund Reitter 1892. Agoliinus satyrus ingår i släktet Agoliinus och familjen Aphodiidae. Inga underarter finns listade i Catalogue of Life.